# Wilhelm von Haffner
Johann Heinrich Wilhelm von Haffner (født 10. august 1746 i Rendsborg, død 10. maj 1808) var en dansk officer, tegner og maler.
Haffner stammede fra en militærfamilie og gik den militære vej. Han fik afgang fra militæret som kaptajn 1780. Under sin uddannelse var han blevet trænet i tegning, hvilket han viste så stort talent for, at han fik tilsagn om 200 Rdl. årligt af Partikulærkassen for sin tegnefærdighed. Han blev generaladjudant 1783 og major i landeværnet 1801. 
Hans værker er hurtigt tegnede gengivelser af forsamlinger i de højeste samfundskredse, ofte indendøre, og har karakter af reportage. Hans tegninger er ofte den eneste kilde til disse rums indretning og har stor kulturhistorisk værdi.
Han blev gift 15. marts 1765 i København (eller snarere 4. sept. 1783 i T. Garn. Kirke!) med Antoinette Frederiche von Drechsel (ca. 1742 [? hun blev døbt 11. juli 1747 i Køge] – 13. juni 1825), hvis moder, Frederikke Louise rigsgrevinde v. Sponeck (5. febr. 1711–22. okt. 1768), var en datter af Georg Wilhelm von Hedwiger Sponneck. 

## Værker
- Kongens Nytorv (akvarel, 1766, privateje)
- Appartementssalen på Christiansborg Slot (tegning, sign. 1781, Rosenborgsamlingen)
- Kronprins Friderichs courgemack (tegning, sign. 1781, Rosenborgsamlingen)
- Portræt af general Levin Ludvig von Hobe (tegning, 1781, Gelting Gods)
- Gehejmekabinetssekretær Ove Høegh-Guldbergs sal i Prinsens Palais (tegning, sign. 1782, privateje)
- Et spilleparti i kronprins Frederiks audiensgemak på Christiansborg (pastel, 1794, Jægerspris Slot)

Tilskrivninger:
- Portræt af Frederik VI til hest (1802-05, Rosenborgsamlingen)
- Frederik VI stående (1808-12, Rosenborgsamlingen)
- Reinhardt Jacob von Haffners børn, gruppebillede (pastel, ca. 1786, privateje)
- Desuden andre familiebilleder, kopier efter Jens Juel af kgl. portrætter
- Officersbilleder (ca. 1800)